# Hanna Molden
Hanna Molden (* 1940 in Wien) ist eine österreichische Journalistin und Autorin von Sachbüchern und Liebesromanen. Sie ist die Witwe des österreichischen Verlegers und Publizisten Fritz Molden und Mutter des Künstlers Ernst Molden. Hanna Molden hatte 2005 einen Auftritt in einer Fernsehdokumentation über Hildegard Knef in der Reihe Legenden.

## Bücher
- Kurakin. Roman. Europa Verlag, Wien 1996, ISBN 3-203-85095-8
- Geschichten vom Dorf. Anthologie. Molden, Wien 1998, ISBN 3-85485-012-3
- Ein Hauch von Glück. Roman. Heyne Verlag, München 1998, ISBN 3-453-13660-8
- Greif und Rose. Biografie. Bastei-Lübbe, Bergisch Gladbach 2000, ISBN 3-404-61444-5
- Der Tarzan-Effekt. Roman. Goldmann Verlag, München 2002, ISBN 3-442-35735-7
- Amelie und die Liebe unterm Regenschirm. Roman. Blanvalet Verlag, München 2006, ISBN 978-3-442-36100-7
- Der Jahrhundertelefant: Eine literarische Familienbiografie, Molden, Wien 2021, ISBN 978-3-222-15072-2